# Saint-Martial, Charente-Maritime
Saint-Martial är en kommun i departementet Charente-Maritime i regionen Nouvelle-Aquitaine i västra Frankrike. Kommunen ligger  i kantonen Loulay som ligger i arrondissementet Saint-Jean-d'Angély. År 2022 hade Saint-Martial 110 invånare.

## Befolkningsutveckling
Antalet invånare i kommunen Saint-Martial
Referens:INSEE